# Йохан III (Холщайн-Кил)
Йохан III (на немски: Johann III, der Milde, * ок. 1297, † 27 септември 1359) е граф на Холщайн-Кил (1316 – 1359) и граф на Холщайн-Пльон (1312 – 1316 и 1350 – 1359).

## Биография
Той е единственият син на граф Герхард II „Слепия“ фон Холщайн-Пльон (1254 – 1312) и втората му съпруга Агнес фон Бранденбург (1257 – 1304), дъщеря на маркграф Йохан I от Бранденбург от род Аскани. Майка му е от 1273 до 1296 г. кралица на Дания, вдовица на датския крал Ерик IV (1249 –1286). Така Йохан е полубрат на датските крале Ерик VI Менвед и Христоф II. 
След смъртта на баща му през 1312 г. Йохан и по-големият му полубрат Герхард IV (1277 – 1312) си поделят неговата собственост. Герхард получава Зегеберг, а Йохан получава Холщайн-Пльон. На 7 юни 1314 г. Герхард IV му продава почти цялото си наследство.
Йохан III отива с братовчед си Герхард III от Холщайн-Рендсбург (1293 – 1340) в съюза на рицарите против линията на вагрите. Йохан III поделя собствеността с Герхард III. През 1321 г. той получава и замъка в Кил.
След убийството на Герхард III от Холщайн-Рендсбург († 1 април 1340) Йохан III с помощта на Бранденбург поставя през 1340 г. племенника си Валдемар IV Атердаг (1321 – 1375), син на полубрат му Христоф II, на датския трон.

## Фамилия
Първи брак: на 27 януари 1319 г. с Катарина († 1327), вдовица на маркграф Йохан V от Бранденбург (1302 – 1317), дъщеря на херцог Хайнрих III от Глогов. Те имат децата:
- Адолф VII (Холщайн-Кил) († 1390), негов наследник
- Агнес († 1386), омъжена за херцог Ерих II от Саксония-Лауенбург († 1368/1369)
- Мехтхилд, омъжена (след 1341) за Николаус III от Верле, княз на Венден
- Елизабет, омъжена за неговия брат Бернхард II от Верле

Втори брак: през 1327 г. с Мерислава от Витенбург, дъщеря на граф Николаус от Витенбург.